# Allemaal FILM
Allemaal FILM is een Nederlandse documentaireserie die werd gepresenteerd door Jeroen Krabbé en geproduceerd werd door IDTV. In negen afleveringen werd de Nederlandse filmgeschiedenis van na de Tweede Wereldoorlog behandeld. Hierbij werd oud beeldmateriaal vertoond, afgewisseld met interviews met personen die een belangrijke rol speelden in de Nederlandse filmgeschiedenis. Het is de opvolger van de serie Allemaal THEATER, een serie die eveneens gepresenteerd werd door Krabbé maar waarbij stilgestaan werd bij de geschiedenis van het Nederlandse theater.
De serie werd wekelijks uitgezonden door de AVRO op Nederland 2 van 9 september tot 18 november 2007. De derde aflevering werd vanwege expliciete seksscènes uitgezonden op de late zaterdagavond.